# منشية السادات
منشية السادات إحدى قرى مركز أولاد صقر الواقعة ضمن محافظة الشرقية في مصر، تبعد عن أولاد صقر بحوالي 4 كم وسط طريق أولاد صقر/ قصاصين الأزهار، وتعتبر أكبر القرى في المنطقة ويتبعها العديد من العزب والنجوع في المنطقة، سبب تسميتها بمنشية السادات نسبة إلى الرئيس الراحل محمد أنور السادات، وسميت كذلك سابقا باسم قرية سلام جابر، وتتميز القرية بارتباط عائلاتها فيما بينهم بالنسب والمصاهرة، ويمتاز أهلها بالطيبة والكرم والتعاون فيما بينهم على الخير، ويتخلق شبابها بالأدب وحسن الخلق، فهم متحابين فيما بينهم، محبين الخير لغيرهم، متواصلين مع من حولهم من أهالي القرى الأخرى، والنشاط الرئيس فيها هو: الزراعة والتجارة.